# Ernst Moritz Arndt
Ernst Moritz Arndt (født 26. december 1769 i Groß Schoritz  på Rügen, død 29. januar 1860 i Bonn) var en tysk patriot og forfatter. 
Han var af oprindelig svensk byrd, men hans fader havde været livegen bonde og arbejdet sig op til godsinspektør. Efter omfattende rejser i Tyskland, Ungarn, Italien og Frankrig 1798-99 (beskrevne 1802 i 6 bind) blev Arndt 1800 privatdocent i historie i Greifswald. Her skrev han sit første politiske skrift Germanien und Europa (1803) og samme år Geschichte der Leibeigenschaft in Pommern und Rügen. 
De adelige godsejere anklagede ham derfor hos kong Gustaf IV Adolf, og Arndt måtte i selvforsvar rejse til
Sverige; han havde sådant held med sig, at kongen 1806 ophævede livegenskabet, medens Arndt selv 1805 blev virkelig professor. Han skrev 1806 første del af sit hovedværk Geist der Zeit (i alt 4 bind, 6. udgave 1877) og rettede heri stærke angreb på den franske revolution og Napoleon. 
Han måtte derfor efter slaget ved Jena flygte til Sverige, hvor han i 3 år var sysselsat med at oversætte Sveriges lovbog på tysk til brug i Pommern. 1810 overtog han vel på ny sit embede, men drog i 1812 til Berlin og Breslau, hvor han knyttede forbindelse med Blücher og andre tyske fædrelandsvenner, samt januar 1813 videre til St. Petersborg til friherre Karl von Stein. 
Da frihedskrigen snart efter udbrød, vendte Arndt i følge med Stein tilbage til Tyskland, udsendte mange flyveskrifter for at vække folkestemningen og digtede begejstrende krigs- og fædrelandssange, deriblandt den berømte Was ist des Deutschen Vaterland? I tredje del af Geist der Zeit (2. del var udkommet 1809 i London) fremsatte han en fuldstændig plan for Tysklands enhed med fælles rigsdag og rigsforfatning, fælles højesteret, enhed i mønt, mål og vægt, samt afskaffelse af de indre toldgrænser med mere. 
Efter slaget ved Leipzig udgav han skriften Der Rhein, Deutschlands Strom, nicht Deutschlands Grenze. Han indlagde sig
således stor fortjeneste af Tysklands frigørelse fra fremmed herredømme, men blev samtidig forløber for alle senere stortyske
bestræbelser med deres overdrevne krav på Tysklands udvidelse, »så langt det tyske sprog strækker sig«. Misfornøjet med forholdenes udvikling 1814-15 foretog han en rejse til Danmark for også at lære dette germanske land at kende.
Han gav 1818 i 4. del af Geist der Zeit sin harme luft over sine modstanderes "dumhed, fejghed og dorskhed". Samme år var han blevet professor ved det nye universitetet i Bonn, men efter Kotzebues mord 1819 indvikledes han i
undersøgelserne mod demagogische Umtriebe. Han blev vistnok frifundet, men det formentes ham alligevel at røgte sit embede, dog uden at miste lønnen; først 1840 fik han igen lov at holde forelæsninger. 
I mellemtiden udgav han blandt andet Forschungen über die Geschichte der nordischen und germanischen Völker (1826) og
Schwedische Geschichte unter Gustaf III und IV (1839). Januar 1845 rettede han et meget hadsk angreb på Danmark, hvilket fremkaldte Valgerdas (dvs. Marie Arnesens) brev til ham i "Fædrelandet". Han gav intet svar herpå førend 1851 i et nyt hånskrift Anklage einer Maiestätsbeleidigung des grossen dänischen Volkes.
I dette skrift udtaltes det åbent, at det lille danske folk måtte finde sig i at trænges tilbage, når det stødte sammen med det større. 1848 valgtes Arndt til den tyske nationalforsamling i Frankfurt, hvor han sluttede sig til højre centrum under Heinrich von Gagern; han billigede tyskernes nationale overgreb mod nabofolkene og vakte almindelig forbavselse ved sit forsvar for adelen. 
1849 var han medlem af den deputation, der forgæves tilbød den preussiske konge Frederik Vilhelm IV kejserkronen. Skønt tildragelserne i disse år var ham en ny bitter skuffelse, holdt han dog fast ved håbet om den tyske enheds endelige sejr. 1845-55 udgav han Schriften für und an seinen lieben Deutschen (4 bind), indeholdende hans mange flyveskrifter, og 1858 Wanderungen und Wandelungen mit Freiherrn v. Stein, til denne statsmands minde. 
Arndt døde netop, som fuldbyrdelsen af hans ønsker bebudedes ved den tyske Nationalforenings stiftelse. Hans samlede digte udkom 1860 og hans vigtigste skrifter i 5 bind 1892-96. Et mindesmærke rejstes 1865 i Bonn, og udsigtstårnet Ernst-Moritz-Arndt-Turm på højen Rugard nordøst for Bergen auf Rügen byggedes til hans ære 1873.

## Navngiver til universitet i Greifswald
I 1921 skiftede Königliche Universität zu Greifswald navn til Preußische Universität zu Greifswald.
I 1933 besluttede Hermann Göring (den daværende preussiske ministerpræsident), at navnet skulle være Ernst-Moritz-Arndt-Universität Greifswald (forkortes til EMAU Greifswald).
Navnet er omstridt. Der har flere gange kommet forslag om et nyt navn. 
Det seneste forslag til et nyt navn kom i 2010. I dette år blev et forslag til navneændring sat til afstemning på universitetet. Blandt studenterne stemte 49,9 procent for det nuværende navn, mens 43,4 procent ønskede et nyt navn (valgdeltagelse: 23 procent).
Ved afstemningen i universitets akademiske senat stemte 22 af senatets 36 medlemmer for det gamle navn, mens 14 ønskede et nyt navn . 